# 牛車にゆられて
「牛車にゆられて」（ぎっしゃにゆられて、Los ejes de mi carreta）は、アタウアルパ・ユパンキ作曲のフォルクローレ。

## 概要
アルゼンチンのフォルクローレ第一人者のアタウアルパ・ユパンキの有名な曲の一つである。スペイン語原題は、『私の荷馬車の軸』という意味である。ミロンガ・カンペーラ（milonga campera）の曲とされる。
ロミルド・リッソ（Romildo Risso）作詞の歌詞がつけられている。
作曲者本人の自作自演もよく聴かれる。日本では、タンゴ歌手の藤沢嵐子のスペイン語による歌唱がある
YouTubeでも、日本のライブハウス録音も含め、いくつかアップロードされている。

## カヴァー
- アタウアルパ・ユパンキ　Atahualpa Yupanqui
- グラシェラ・スサーナ　Graciela Susana
- クリスティーナとウーゴ　Dúo Cristina y Hugo

日本
- 藤沢嵐子
- 月田秀子